# Rahó
Rahó (ukránul: Рахів [Rahiv], ruszinul: Рахово [Rahovo], oroszul: Рахов [Rahov], szlovákul: Rachov, románul: Rahău) város Ukrajnában, a Kárpátalján, a Rahói járás székhelye.

## Fekvése
Técsőtől 70 km-re keletre a Rahó-patak és a Tisza összefolyásánál fekszik. Rahómező (Rachová Poiana), Aknarahó (Rachová Kosulská) és Bocskórahó (Rachová Bochuvská) egyesülése. Határában 1,5 km-re északkeletre egyesül a Fehér- és Fekete-Tisza.

## Nevének eredete
Neve a Rahó pataknévből, az pedig a szláv orehov (= diós, mogyorós) szóból származik.

## Történelem
1447-ben Rahow néven említi először oklevél.
1782-ben épült az első fahíd a Tiszán. A Felső-Tiszavölgy gazdasági, kereskedelmi és idegenforgalmi központja lett. 1792-ben és 1828-ban épültek görögkatolikus templomai.
1910-ben 6577 lakosából 4432 ruszin, 1177 magyar és 917 német volt.1939-től Szeged testvérvárosa.
1941. június 26-án, közvetlenül a kassai bombázás előtt egy, vélhetően szovjet típusú vadászgép támadást intézett egy arra közlekedő vasúti szerelvény ellen, így az incidens a várost ért támadás közvetlen előzménye lett.

## Népesség
A 2001-es népszámláláskor lakóinak száma 15 241 volt, ebből 12%-nyi magyar nemzetiségű.

## Közlekedés
A települést érinti az Ivano-Frankivszk–Deljatin–Rahó-vasútvonal.

## Képek

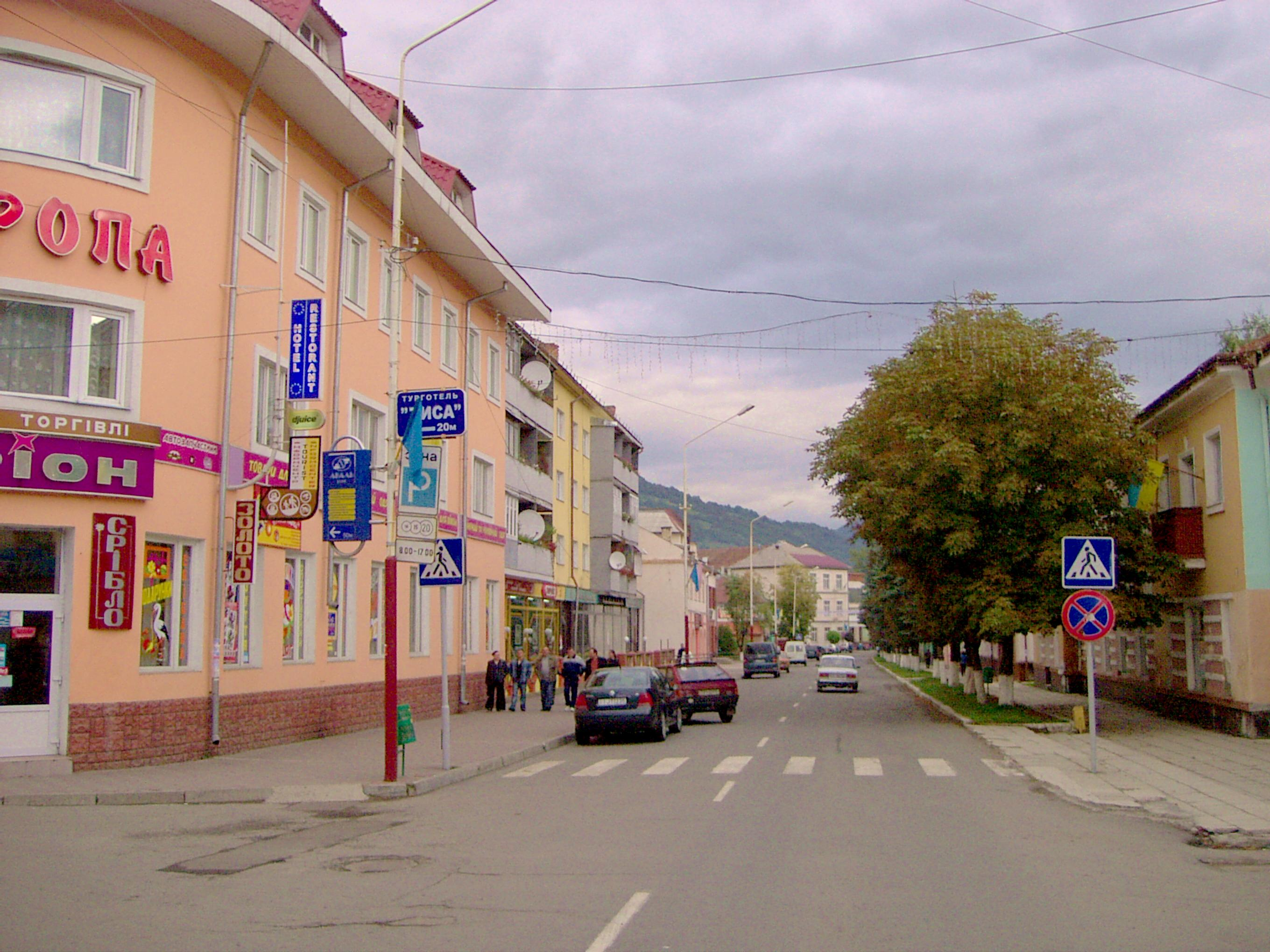
A főutca
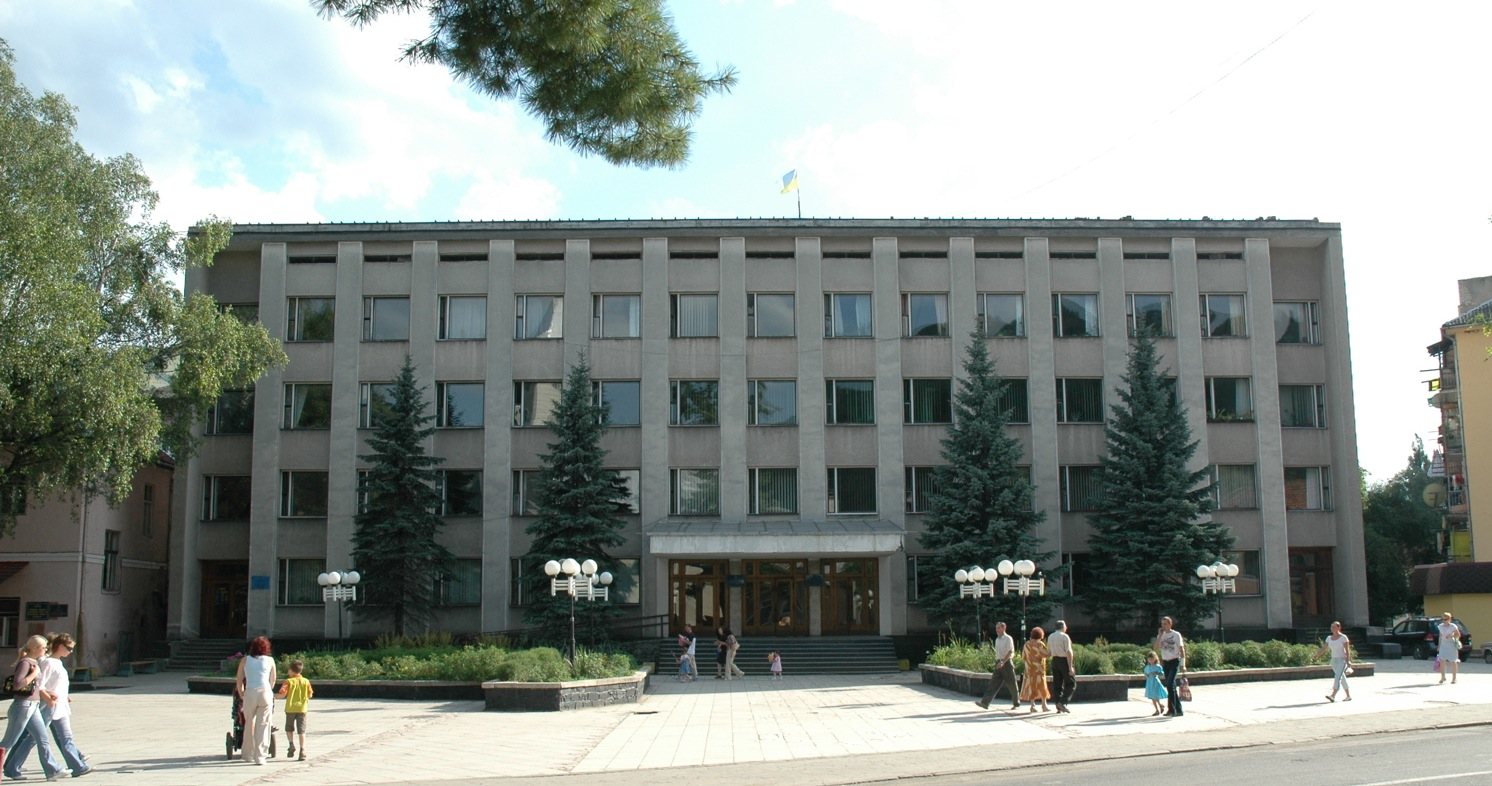
Városháza
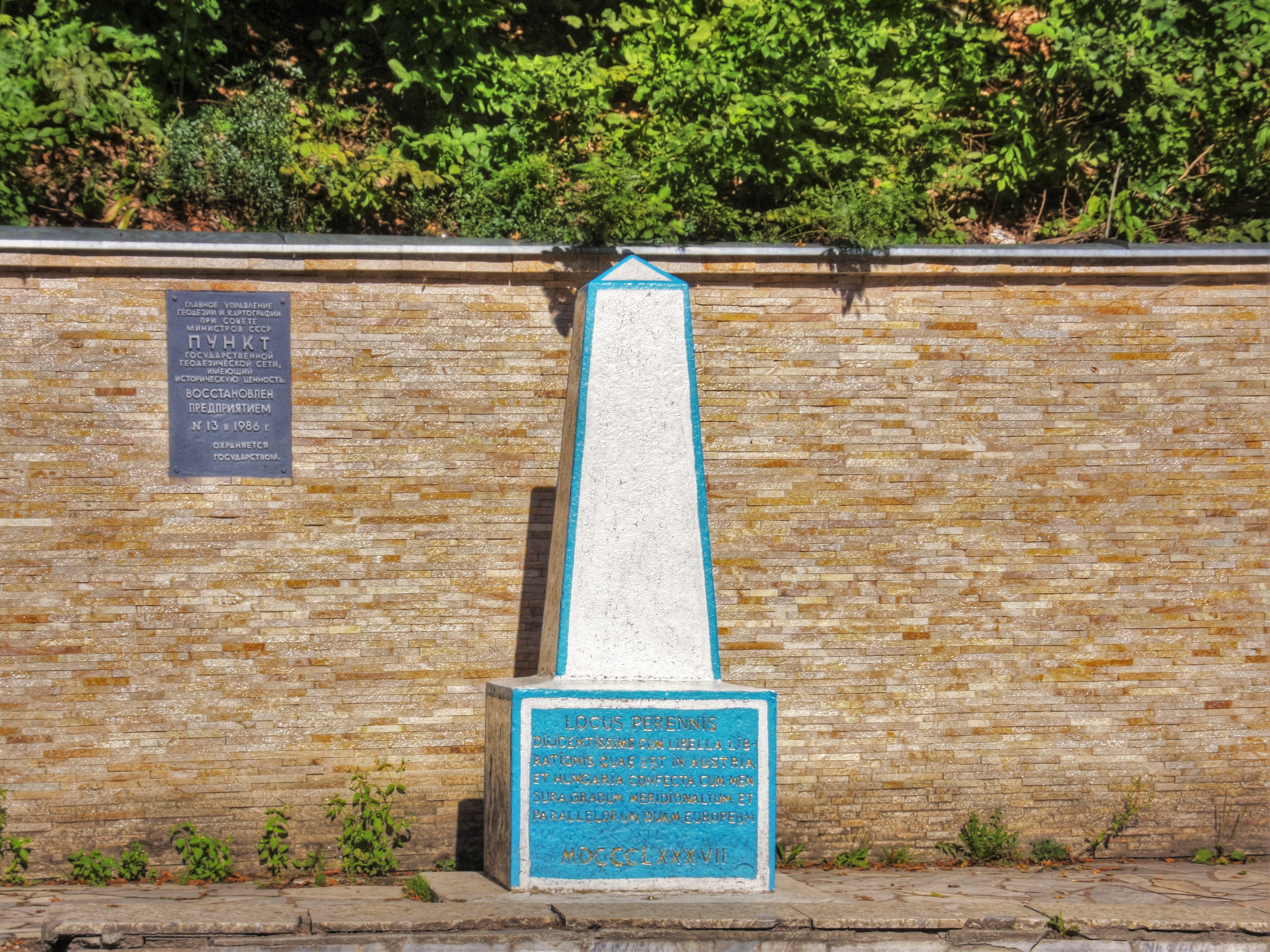
Európa földrajzi középpontját jelző oszlop
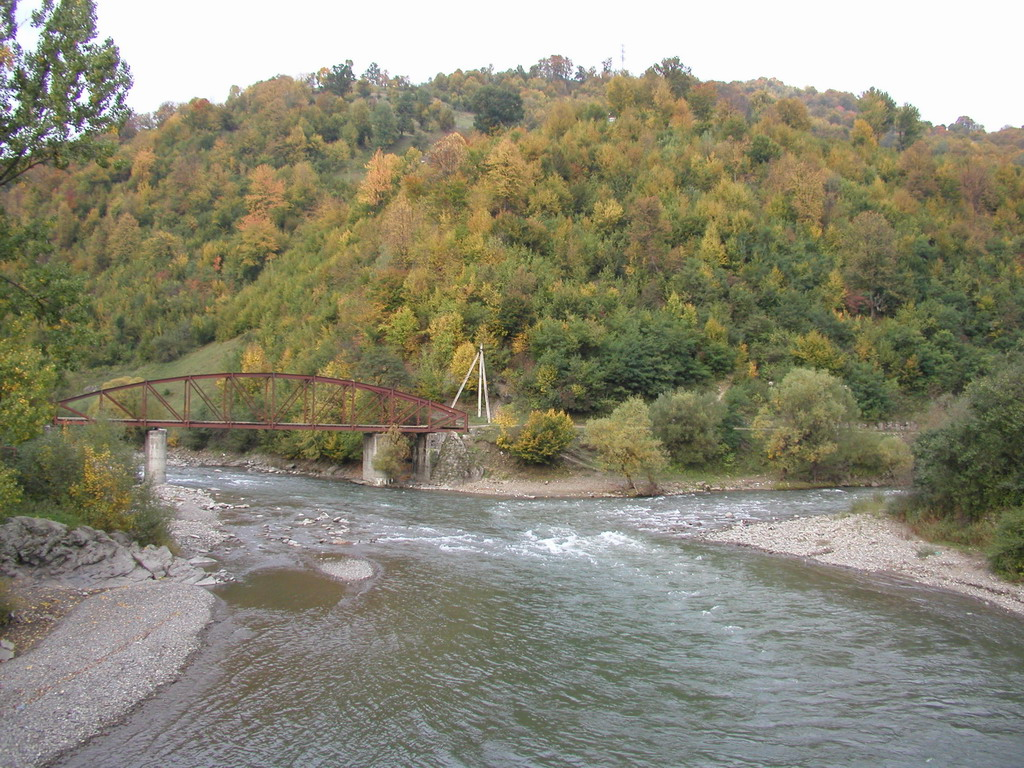
A Fekete- és a Fehér-Tisza összefolyása Rahó fölött

## Neves személyek
- Itt született 1880. január 22-én Bonkáló Sándor irodalomtörténész, szlavista
- Itt született 1921. szeptember 25-én Altorjay István, az első magyar gyermeksebész
- Itt született 1931. december 13-án Kriveczky Béla Dr., történész, ny. főiskolai tanár
- Itt hunyt el 1709-ben Jánoky Zsigmond kuruc diplomata, alkancellár, szenátor.

## Testvértelepülések
- Szeged, Magyarország (1939), 1997-ben megújítva
- Budapest V. kerülete, Magyarország
- Deszk, Magyarország
- Felsővízköz, Szlovákia